# Discovery Channel Radio
Discovery Channel Radio – radio FM  należące do grupy Discovery Communications. Nadaje najpopularniejsze programy Discovery w formacie audio oraz wiadomości.
Początkowo Discovery Channel Radio było blokiem tematycznym nadawanym na  XM Satellite Radio. Od 2005 roku stanowi oddzielną rozgłośnię radiową.Od 21 lutego 2007 blok odnowiono na  Sirius Satellite Radio, nie likwidując jednak rozgłośni.

## Programy
- News
- Secrets of Rome
- Cash Cab
- Historia Oręża
- UFO: Fact or Fiction
- Science of Survival: Jaws of Death
- 100 Greatest Discoveries
- Mutual of Omaha's Wild Kingdom
- Animal Miracles
- Good Dog U: Choosing the puppy that's right for you
- Women's Health
- Doktor G – lekarz sądowy
- Healthy Eating
- Meet the Creator
- Jak to jest zrobione?